# Londrina
Londrina és una ciutat de l'estat brasiler de Paraná, localitzat a 369 km de Curitiba, la capital. És un important pol de desenvolupament regional, amb gran influència en tot l'estat de Paraná i en la regió sud del país. Amb 555.965 habitants segons el cens de 2022, és la segona ciutat de l'Estat i la tercera ciutat en grandària del sud brasiler.

## Història

### Fase pre-fundacional

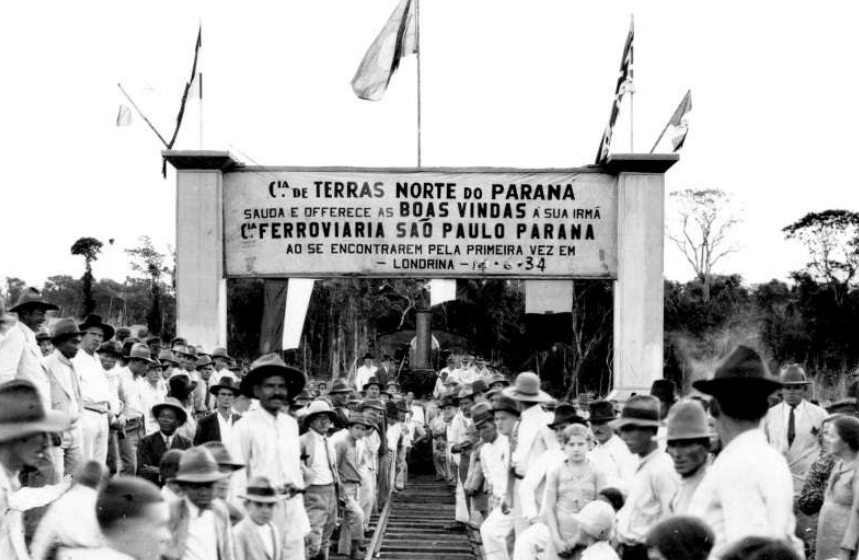
Commemoració de la finalització de la col·locació de les vies del ferrocarril São Paulo-Paraná fins a Londrina, l'any 1934

Abans de la colonització del Nord del Paraná, hi habitaven els indis caingangues, una població caçadora recol·lectora instal·lada al bosc de l'araucària, establerta entre el riu Tietê i el riu Ijuí i que s'identifiquen amb el grup dels xoklengs.
A princips del segle xx, als anys 20, hi havia propietaris terratinents que ja començaven a formar grans explotacions. Aleshores, Londrina era un espai pertanyent al municipi de Jataizinho (Jatahy), conegut com Gleba Três Bocas, i es trobava a la ruta del ferrocarril "Ourinhos - Foz do Iguaçu".
L'escocès Simon Joseph Fraser, més conegut com a Lord Lovat, va arribar al Brasil l'any 1924 i va visitar el nord de Paraná, comprovant que no s'exagerava sobre que havia sentit dir d'aquesta regió. El 1925, amb altres companys, va crear la Companhia de Terras Norte do Paraná, directament des del govern de Paraná. Aquesta empresa va començar la seva tasca de colonització sota la direcció britànica. En observar la característica boirosa del bosc de la regió, van veure semblances amb la de Londres, i per retre homenatge als seus orígens van batejar la regió amb el nom de "Londrina", que significa "petit Londres" en honor a la capital del Regne Unit.

### Fase fundacional

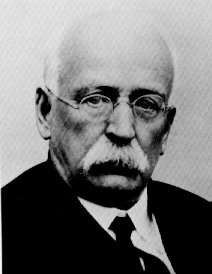
Fotografia d'Ebenezer Howard, ideòleg de la ciutat de Londrina

Londrina es va crear com a municipi independent de Jataizinho, segons el decret nº 2519 del 3 de desembre de 1934. El municipi es va inaugurar el 10 de desembre de 1934 amb un traçat urbà planificat per l'urbanista Jorge Macedo Vieira, seguint el principi de ciutat jardí d'Ebenezer Howard. La ciutat va experimentar un alt índex d'expansió demogràfica i creixement econòmic al llarg del segle xx, inicialment recolzat per la plantació i comercialització de cafè, i Londrina es va guanyar el sobrenom de "Capital del cafè" durant aquest període.

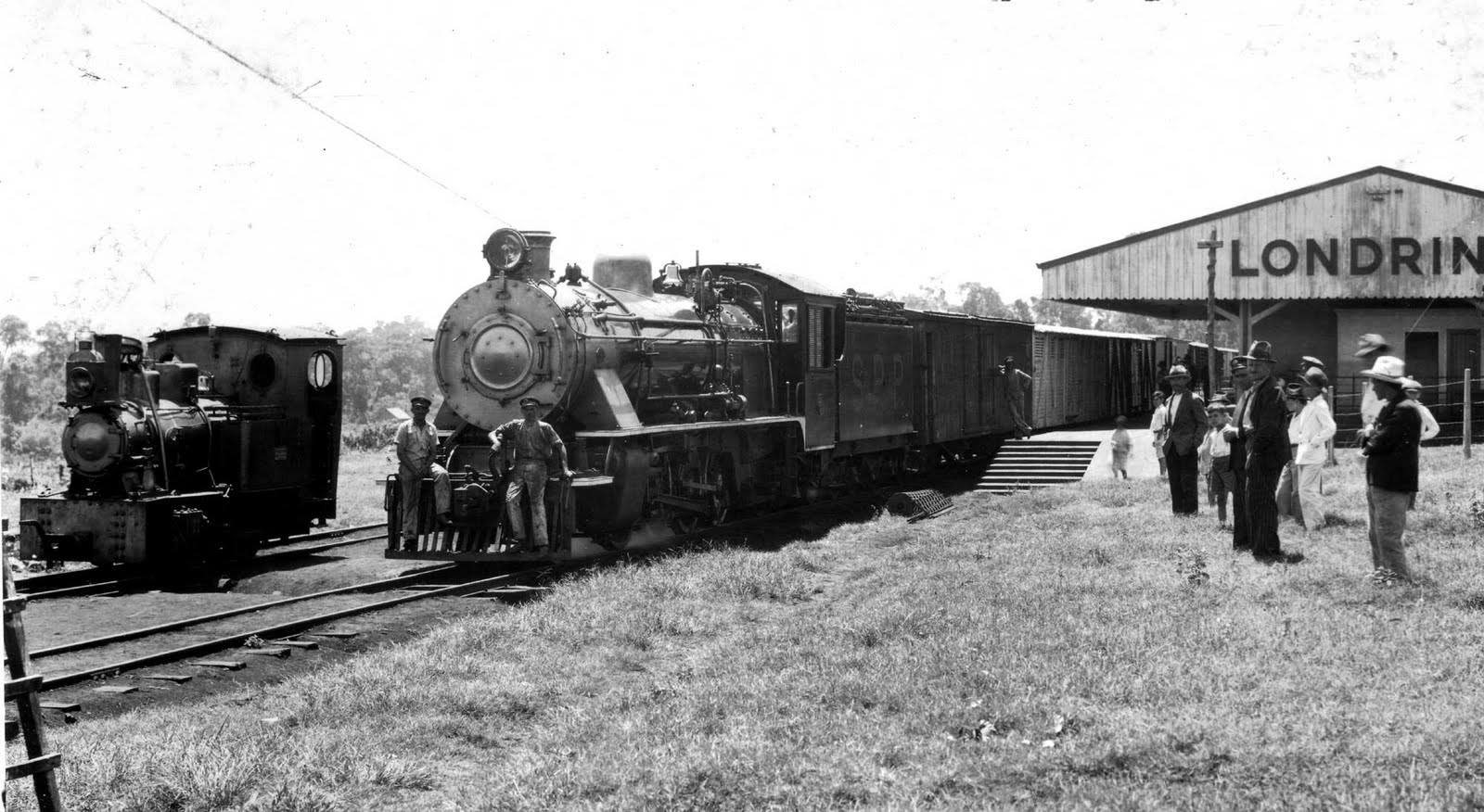
Imatge d'una locomotora W. G. Bagnall a Londrina

La Companhia de Terras Norte do Paraná va actuar com a promotora de la ciutat al permetre adquirir terrenys, un cop es talava part del bosc, obria camins i organitzava la divisió d'aquest espai en solars urbans i rústics, que es venien a nadius i forans. Personalitats com Antônio Moraes de Barros, João Sampaio i Arthur Thomas van participar en l'organització de l'empresa Paraná Plantations Limited de Londres, amb accions majoritàries dels ferrocarrils paranenses, comprant més de 500.000 alqueires de terra (1.200.000 hectàrees). Molta gent va emigrar-hi pel valor de la terra vermella, o terra sense formigues, especialment ciutadans de São Paulo, Rio Grande do Sul i Minas Gerais per adquirir terres o buscar feina al nord de Paraná. A més de brasilers, van venir gent d'Alemanya, Itàlia, Lituània, Japó i altres països.

### Fase expansiva
En molt poc temps, durant la dècada dels 50 i 60 del segle xx, Londrina va aconseguir un desenvolupament econòmic impressionant, sobretot gràcies a la plantació de cafè. L'any 1961, s'estima que la regió era responsable del voltant de 51% del cafè produït al món, i llavors es va anomenar la "Capital Mundial del Cafè". Els terratinents, van construir mansions i es van conèixer com els "Barons del cafè", i els grans de cafè eren coneguts com l'"Or verd".
L'any 1975 es va produir una gran gelada, anomenada "Geada Negra", que va afectar tot el nord del Paranà, arruïnant les plantacions de cafè. Alguns van tornar a treballar en aquest cultiu, mentre que altres van invertir en altres negocis. Com que després de plantar les plàntules de cafè cal esperar uns 2 anys per començar les primeres collites, Londrina va perdre la seva posició com a gran productor de cafè, però ja havia desenvolupat un creixement urbà raonable amb indústries, universitats i altres prestacions de serveis.
En la dècada de 1970, el perfil econòmic de Londrina va anar evolucionat fins a convertir-se en un diversificat centre industrial i econòmic regional, per esdevenir una de les principals ciutats de l'interior del Brasil. És seu de la Regió Metropolitana de Londrina (RML), la segona aglomeració urbana més gran de l'estat, darrera de Curitiba, la qual que tenia una població estimada d'1.013.000 milions d'habitants segons estimacions del cens de 2022 i concentra el 50% de la població de l'estat.

## Geografia

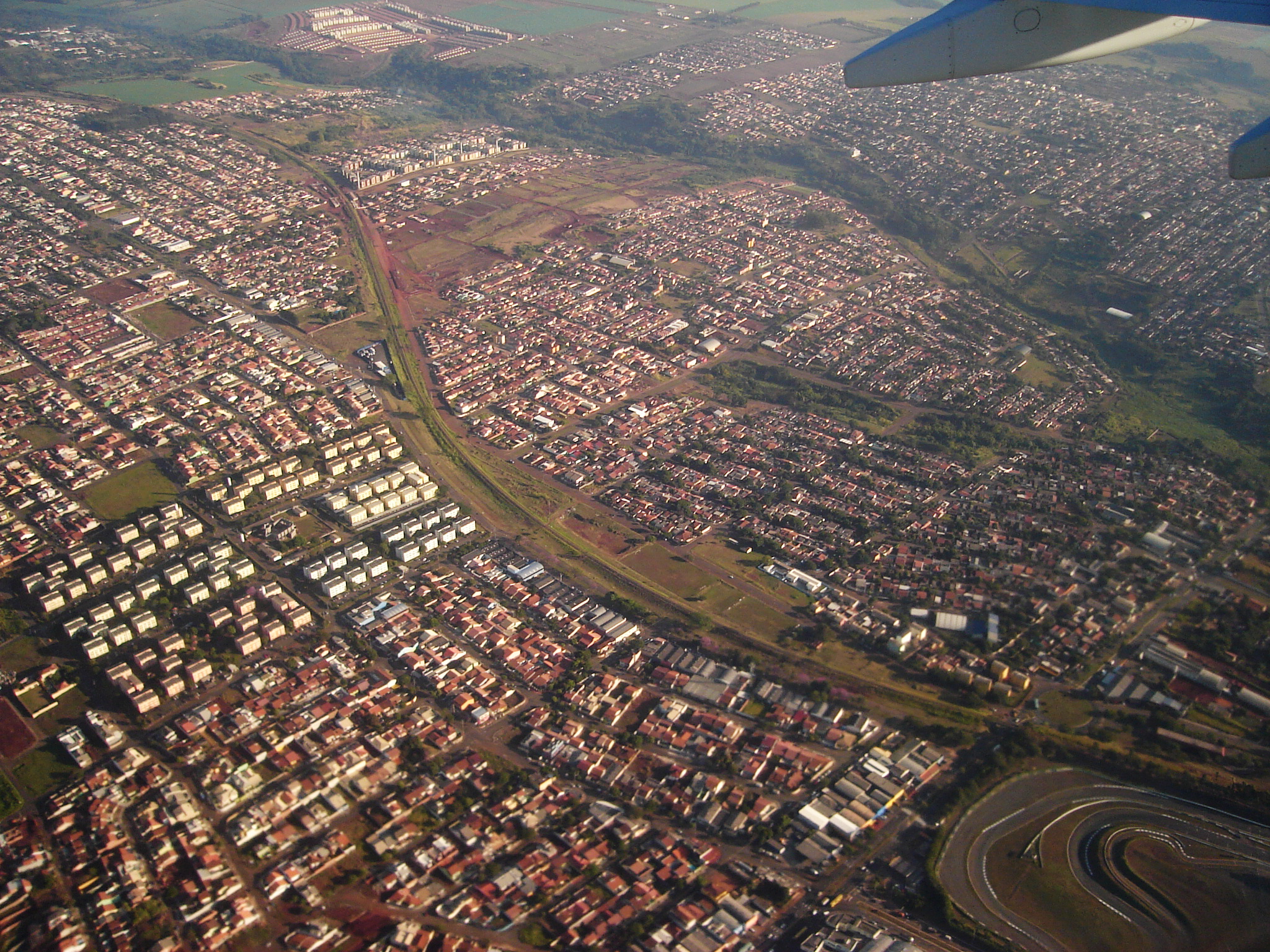
Fotografia aèria de la perifèria de Londrina

El municipi de Londrina ocupa, segons dades de l'Institut Brasiler de Geografia i Estadística del 2022, 1.652,569. km², al voltant de l'1% de la superfície total de l'estat de Paraná, amb una densitat de 336,42 km².
El punt més alt té una altitud de 820 – 844 m i es troba prop de Lerroville, a l'est, a la carretera direcció la presa. El sòl de la comarca és d'origen basàltic, però, segons la seva ubicació, en una topografia més plana i accidentada, presenta diferents tipus de sòls, de fertilitat variable.
La capa de sòl és de profunditat variable, que va des de diverses desenes de metres, fins a menys d'un metre, prop de les rieres, on, en la majoria dels casos, l'aigua flueix per la superfície compacta del basalt. Al municipi queden poques zones de vegetació natural (selva tropical i subtropical) que cobria la regió. El bosc Godoy (Reserva Forestal Estatal) i la Reserva Indígena Apucaraninha estan formades per formacions de vegetació amb gran varietat de gèneres i espècies que originàriament es trobaven a la regió.

### Hidrografia
El sistema hidrogràfic del Paranà, te un pendent cap a l'Oest on hi desguassa, formant la Conca del riu Paranà que més endavant s'incorpora a la Conca de la Plata. Tanmateix, el subsistema hidrogràfic del municipi discorre en direcció est predominant, ja que el relleu s'inclina generalment des de la regió de Londrina fins al riu Tibagi, que transcorre en direcció sud-nord, desembocant al riu Paranapanema, un dels afluents del riu Paraná.
Els principals rius del municipi són el Taquara, l'Apucarana i el Tibagi, aquest darrer amb un gran potencial hídric i una longitud aproximada de 69,25 km al municipi. Les principals rieres són: Apertadas; Cafezal; Apucaraninha; Jacutinga; Cambezinho; Bom Retiro i Coati.

### Clima
El clima de Londrina es classifica com a mesotèrmic humit subtropical, amb pluges durant tot l'any, amb més freqüència a l'estiu. La temperatura mitjana anual és d'uns 20 °C, amb un gran rang amplitud tèrmica anual. Als mesos d'hivern, les temperatures poden arribar a tenir valors negatius, com el 17 de juliol de 2000, quan la mínima va arribar als −1,8 °C.
Segons dades de l'Institut Nacional de Meteorologia (INMET), des de 1961 la temperatura més baixa registrada a Londrina va ser de −3,5 °C el 18 de juliol de 1975, el dia en què es van produir les plantacions de cafè al nord de Paraná. destruït pel fred intens. D'altra banda, el 6 d'octubre de 2020, la màxima va arribar als 40,6 °C, la més alta de la sèrie històrica.
La precipitació acumulada més alta en 24 hores va assolir els 231,4 mm el 20 de juny de 2012, seguida dels 180 mm el 12 de gener de 2016 el dia en què l'Institut Tecnològic SIMEPAR va registrar 274,8 mm, el valor més alt observat per l'agència al municipi des de juny de 1997.

### Zones verdes

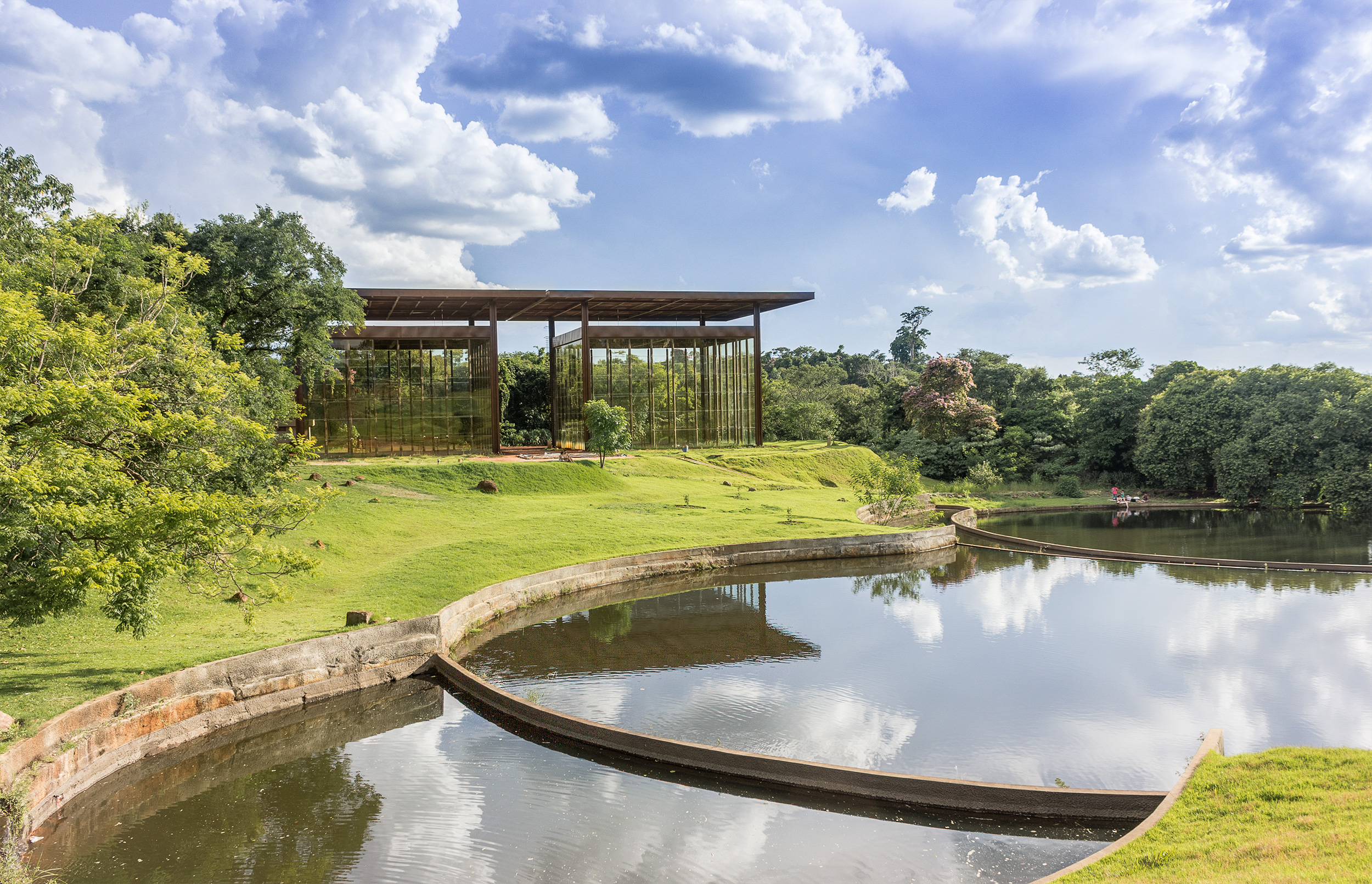
Hivernacle al Jardí Botànic de Londrina

Londrina compta amb 7.711.227,31 m² de superfície verda, gairebé el doble de la zona verda recomanada per Naciones Unidas i 241 places públiques el 2003. Les places principals són Bandeira, Tomi Nakagawa i Rocha Pombo, a la zona central de la ciutat, i Nishinomiya, a prop de l'aeroport.

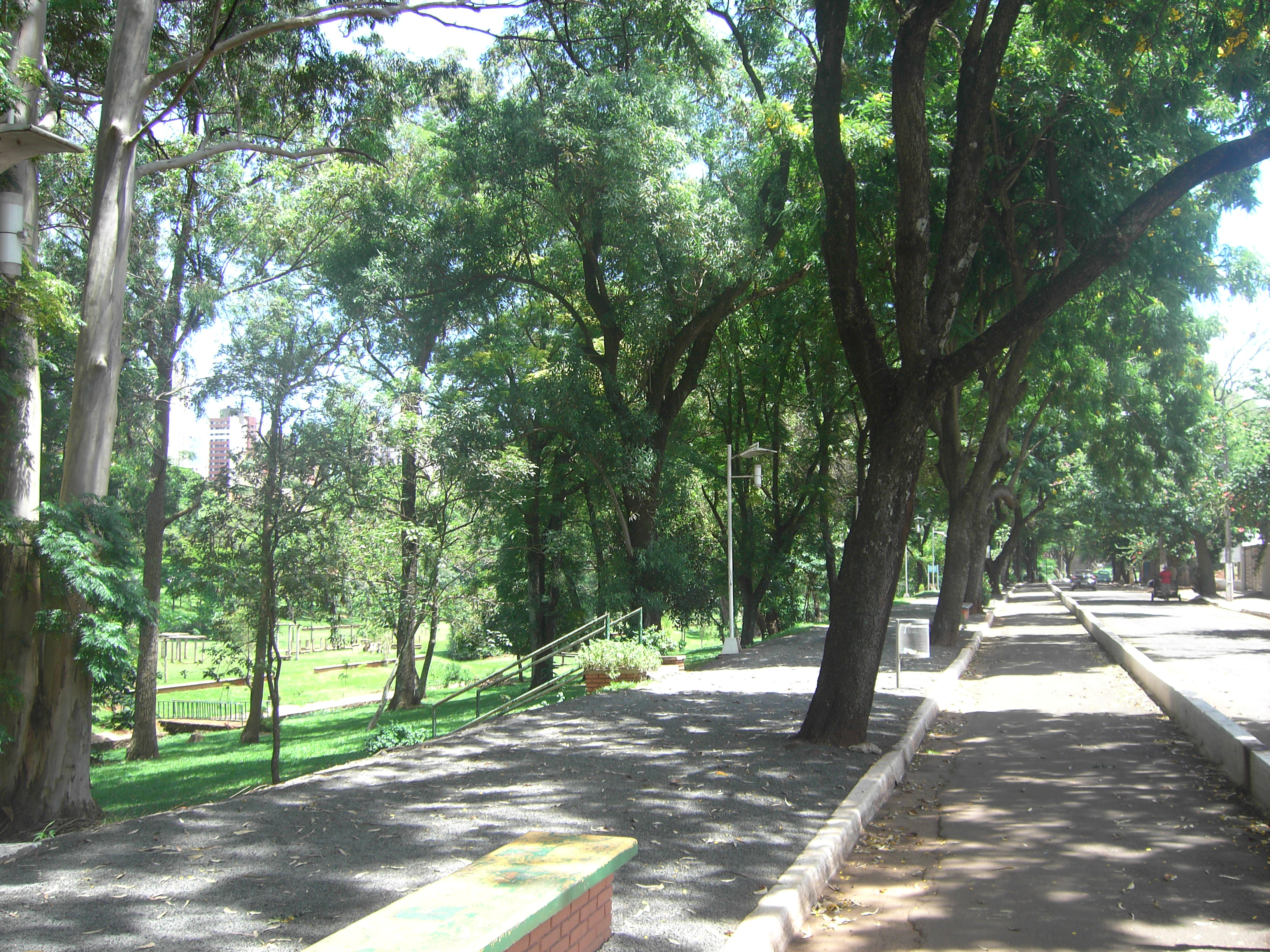
Vista de Zerão, Àrea de lleure Luigi Borghesi

El nom del llac Igapó, en llengua tupí, significa desbordament del riu. El llac va ser dissenyat l'any 1957, sota la direcció d'Antonio Fernandes Sobrinho, com a solució al problema de drenatge de la riera Cambezinho, obstaculitzada per una presa de pedra natural. Inicialment es va pensar en volar la presa, però es va imposar la idea de formar un llac. Igapó es va inaugurar el 10 de desembre de 1959, dia del Jubileu de Plata de Londrina, juntament amb l'estació de sanejament. Després d'un període de cert abandonament, es va elaborar un projecte de revitalització del Llac, sota la direcció de Dalton Paranaguá, amb un disseny paisatgístic de Burle Marx que incorporava un jardí amb 187 espècies de plantes autòctones.
La zona d'oci Luigi Borghesi és més coneguda com "Zerão", perquè la forma de la seva pista de fúting de 1050 metres de llarg sembla un gran zero. A la zona interior d'aquesta pista hi ha una esplanada de gespa, pistes esportives i parc infantil. Al parc hi ha adossades diverses altres millores: un amfiteatre amb capacitat per a 15 mil persones,i un aparcament amb unes 220 places aproximadament. A Zerão es realitzen esdeveniments artístics, culturals i esportius a la comunitat, com ara Projeto Brisa, presentacions al Festival Internacional de Londrina (FILO), presentacions al Festival de Música de Londrina i diversos campionats de gimnàstica aeròbica.

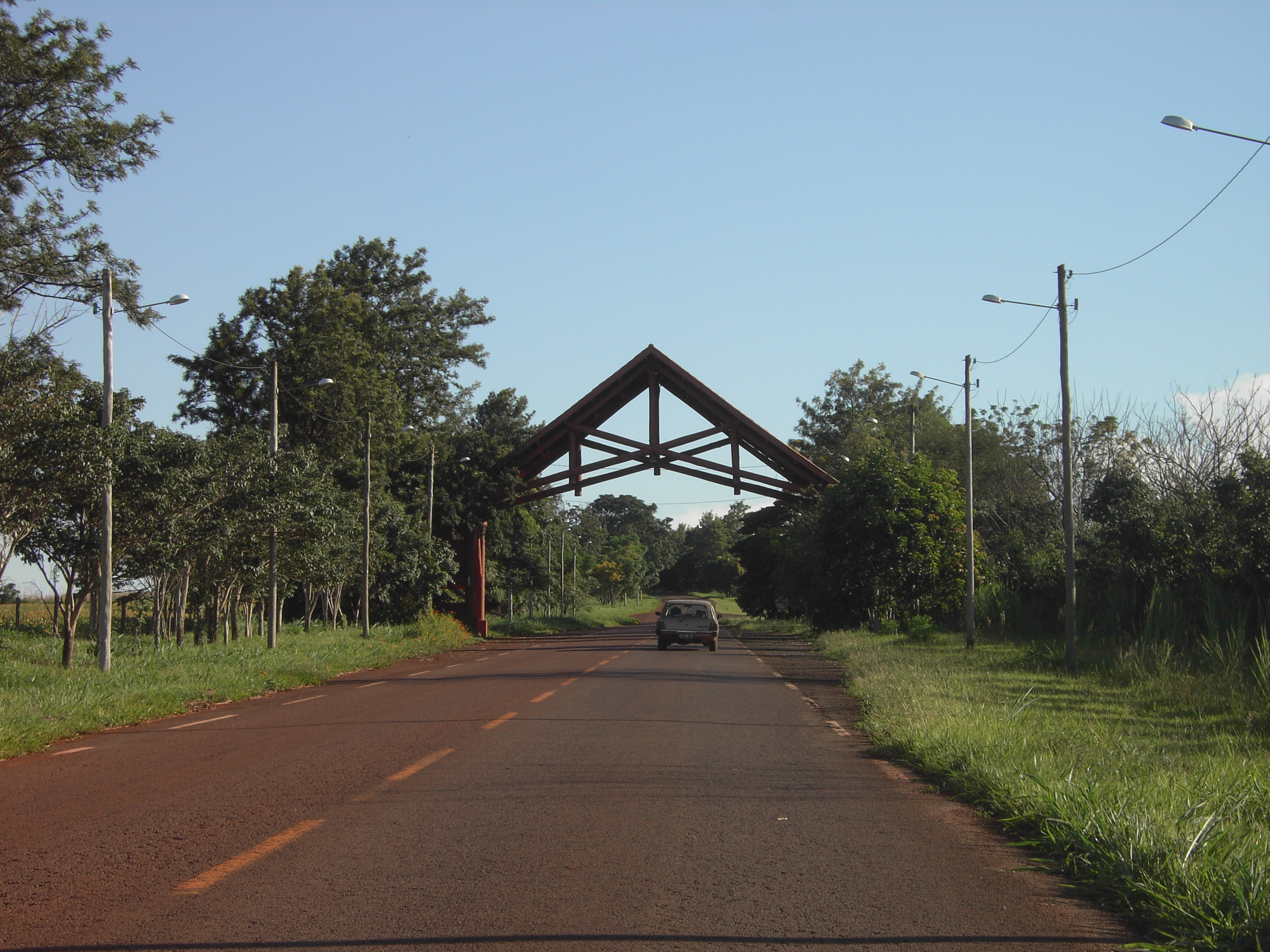
Vista de l'entrada a Mata dos Godoy

El Parc Estatal Mata dos Godoy és un romanent del bosc subtropical del municipi de Londrina, amb una superfície de 690,1756 hectàrees i va ser creat mitjançant el Decret estatal núm. 5.150 el 5 de juny de 1989. La major part de l'àrea del parc pertanyia a la família Godoy, i formava part de la Granja Santa Helena, vinculada a Olavo de Godoy, el qual preocupat pe mantenir les espècies de fauna i flora de la regió, va preservar aquesta zona de vegetació amb una part de bosc primari. Mata do Godoy també disposa d'un centre de visitants i realitza visites de seguiment a través de senders on s'expliquen les espècies de flora de la regió i el procés de recuperació de la coberta forestal.
El parc Arthur Thomas és un bosc urbà situat prop de la regió central de Londrina. El parc té una superfície total de 85,47 hectàrees cedides a l'Ajuntament per la Companhia de Terras Norte do Paraná. Va ser creat l'any 1975 i es va obrir als visitants l'any 1987. L'any 1988 va patir un procés de revitalització i avui compta amb atractius com: un llac, una central elèctrica, a partir de les instal·lacions que subministraven energia elèctrica a la ciutat als anys 30, un salt d'aigua i una gran superfície de bosc amb rutes de senderisme.

## Economia
Londrina exerceix un alt nivell d'influència econòmica, comercial i política al Paraná i a la regió sud del Brasil. Segons dades del 2020, té un Producte Interior Brut (PIB) nominal estimat en 40.636,89 milions de R$, el que la converteix en el municipi més ric del nord de Paraná. En comparació amb altres municipis de l'estat, ocupa el lloc 177 de 399 entre els municipis de l'estat i el 1402 de 5570 entre tots els municipis. El PIB de la ciutat està format principalment pels sectors serveis, indústria i agricultura.
Pel que fa a l'índex de desenvolupament humà (IDH), Londrina ocupa el desè lloc entre els municipis de Paraná, amb un valor mitjà de 0,824. El complex industrial de Londrina, segons dades del Departament de Planificació Municipal (2002), està format per 3.107 indústries de diferents sectors.
L'agricultura contínua sent fonamental per a Londrina, a pesar que la seva importància ha disminuït en els últims anys. L'activitat agrícola s'ha diversificat, i a més del cafè, avui hi ha plantacions de dacsa, blat, cotó, fesol, canya de sucre, soia, fruites i hortalisses.

## Infraestructures

### Mitjans de comunicació

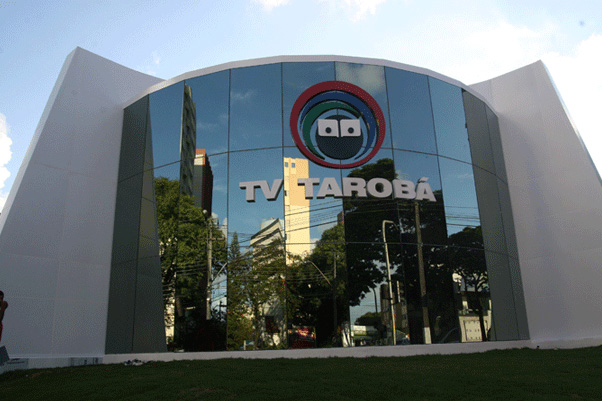
Seu de la TV Tarobá Londrina.

Londrina compta amb diversos mitjans de comunicació, com ara diaris, revistes, ràdio, televisió i internet: RPC Londrina, TV Tarobá Londrina, RIC TV Londrina, Rede Massa i Folha de Londrina.

### Transports

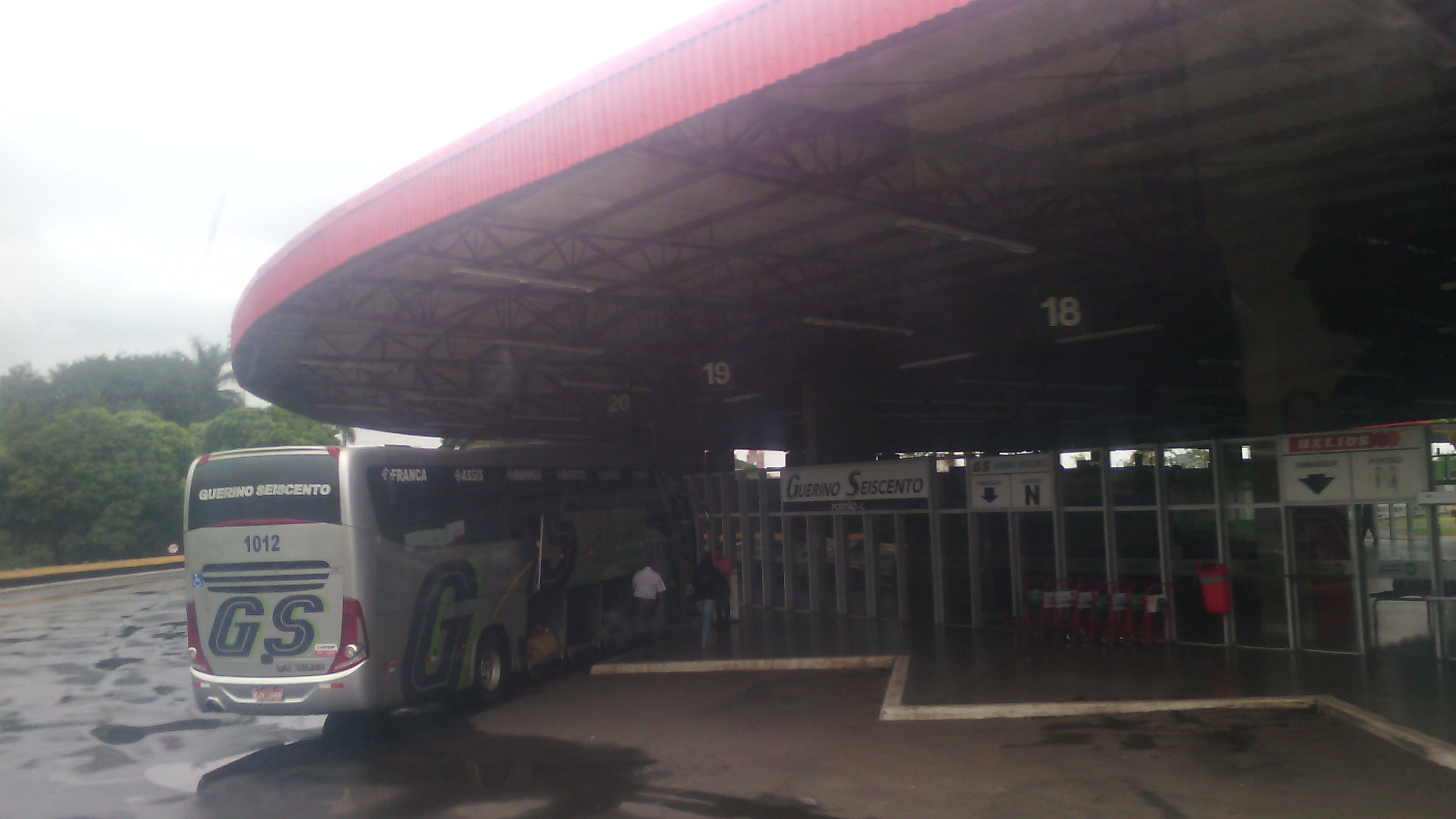
Vista de les plataformes del Terminal Rodoviário de Londrina (20/04/2017).

La terminal d'autobusos de Londrina va comptar amb el disseny elaborat per l'arquitecte Oscar Niemeyer, patint algunes modificacions quan va ser construïda per l'alcalde de Londrina, Wilson Moreira, el 25 de juny de 1988. La coberta de l'edifici és totalment de zinc. La seva forma és circular, amb un jardí interior també circular sense sostre. El transport públic és proporcionat per companyies d'autobusos locals i metropolitanes, que ofereixen serveis convencionals. La ciutat compta amb diverses terminals urbanes distribuïdes per tota la ciutat i més de 130 línies d'autobusos en funcionament.

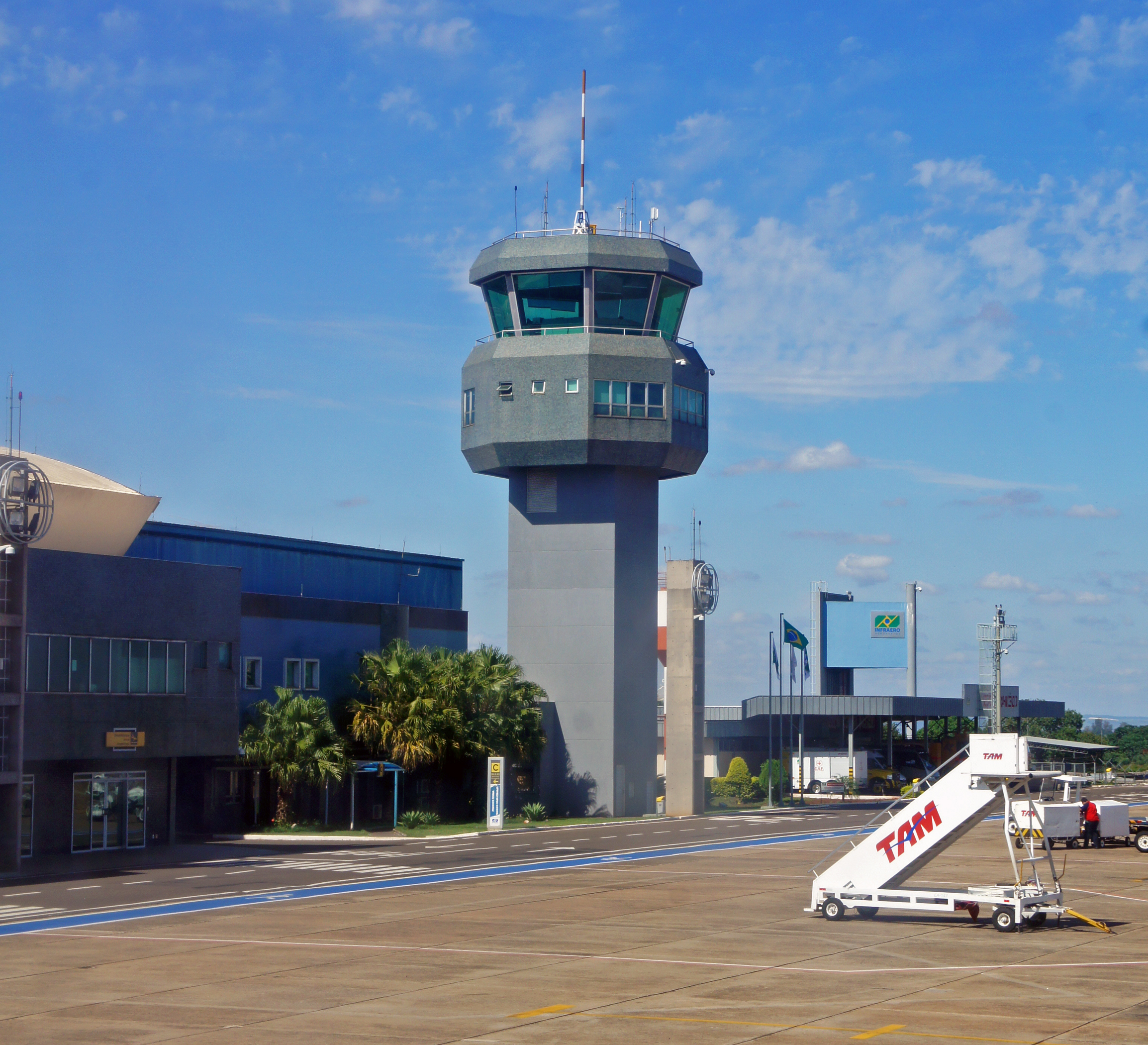
Aeroport de Londrina

L'aeroport de Londrina te els seus orígens a la postguerra. La base de l'actual terminal es va construir a la dècada de 1950, durant el boom del cafè a la regió. En aquell moment, l'aeroport es va convertir en el tercer més concorregut del país, però avui es troba entre els 30 més concorreguts del Brasil. Es troba a menys de 5 km del centre de la ciutat, oferint infraestructura per a l'operació d'avions de mida mitjana com els Boeing 737 i els Fokker 100. L'empresa gestora aeroportuària Infraero gestiona l'aeroport des de l'any 1980, després d'haver realitzat millores a l'edifici, essent l'última gran obra el repaviment de la pista l'any 1995. Les principals destinacions directes des de l'aeroport de Londrina són Curitiba, São Paulo (Congonhas i Guarulhos), Campinas i Cuiabá.

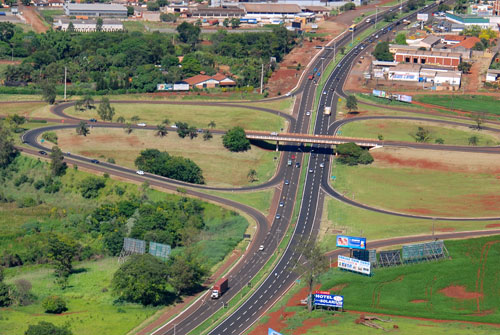
Autovia BR-369 entre Londrina i Cambé

Entre les principals carreteres que travessen Londrina hi ha la BR-369, que travessa el municipi d'est a oest i connecta amb les ciutats de Cambé, Ibiporã, Arapongas,i Apucarana, entre d'altres. La PR-445 travessa el municipi de nord a sud i connecta Londrina amb Primeiro de Maio i Curitiba. Altres autopistes són la PR-538, la PR-323, la PR-545 i la PR-218.

### Urbanisme

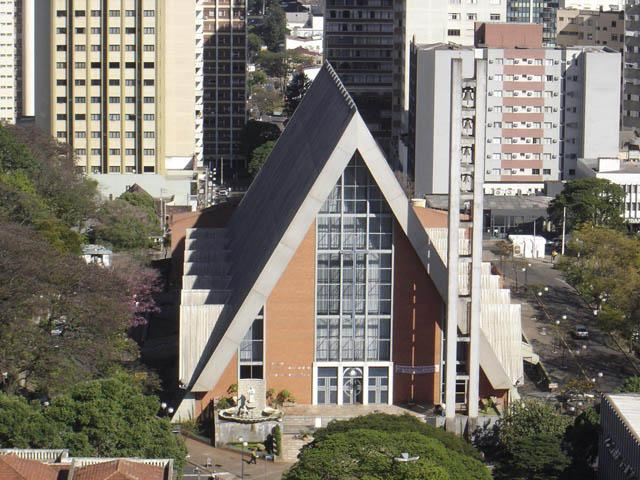
Catedral Metropolitana de Londrina

A Londrina és una ciutat multicultural i amb diversitat de confessions religioses: budistes; musulmà; catòlic; evangèlics i espiritistes. En conseqüència compta amb varietat d'edificis que acullen els seus temples com: el budista Honganji, la mesquita musulmana Rei Faisal, l'església central adventista, l'església de la Nova Aliança, la catedral metropolitana de Londrina i les esglésies presbiteriana i metodista, la més antiga de la ciutat data del 4 de desembre de 1933, quan Londrina encara no era ni una ciutat. Els dos últims són els temples més antics de la ciutat, amb edificis d'estil anglès, tots dos catalogats com a part del patrimoni històric i cultural de la ciutat.
Una rèplica de l'església de la Catedral de Londrina, va ser construïda en fusta al punt més alt de la ciutat. Va comptar amb el segell dels dissenys de l'enginyer Willie Davids, i es va inaugurar el 19 d'agost de 1934. Entre 1938 i 1941 es va promoure un altre projecte d'estil neogòtic. L'any 1953, per la necessitat d'ampliar-lo, es va encarregar un avantprojecte a l'enginyer alemany Freckmann. Les obres de la nova església van començar l'any 1954, es van aturar al 1962 per probemes econòmics, i es van reprendre l'any 1966 a través d'un nou projecte dels arquitectes Eduardo Rosso i Yoshimasi Kimati. Es va inaugurar el 17 de desembre de 1972.

## Educació

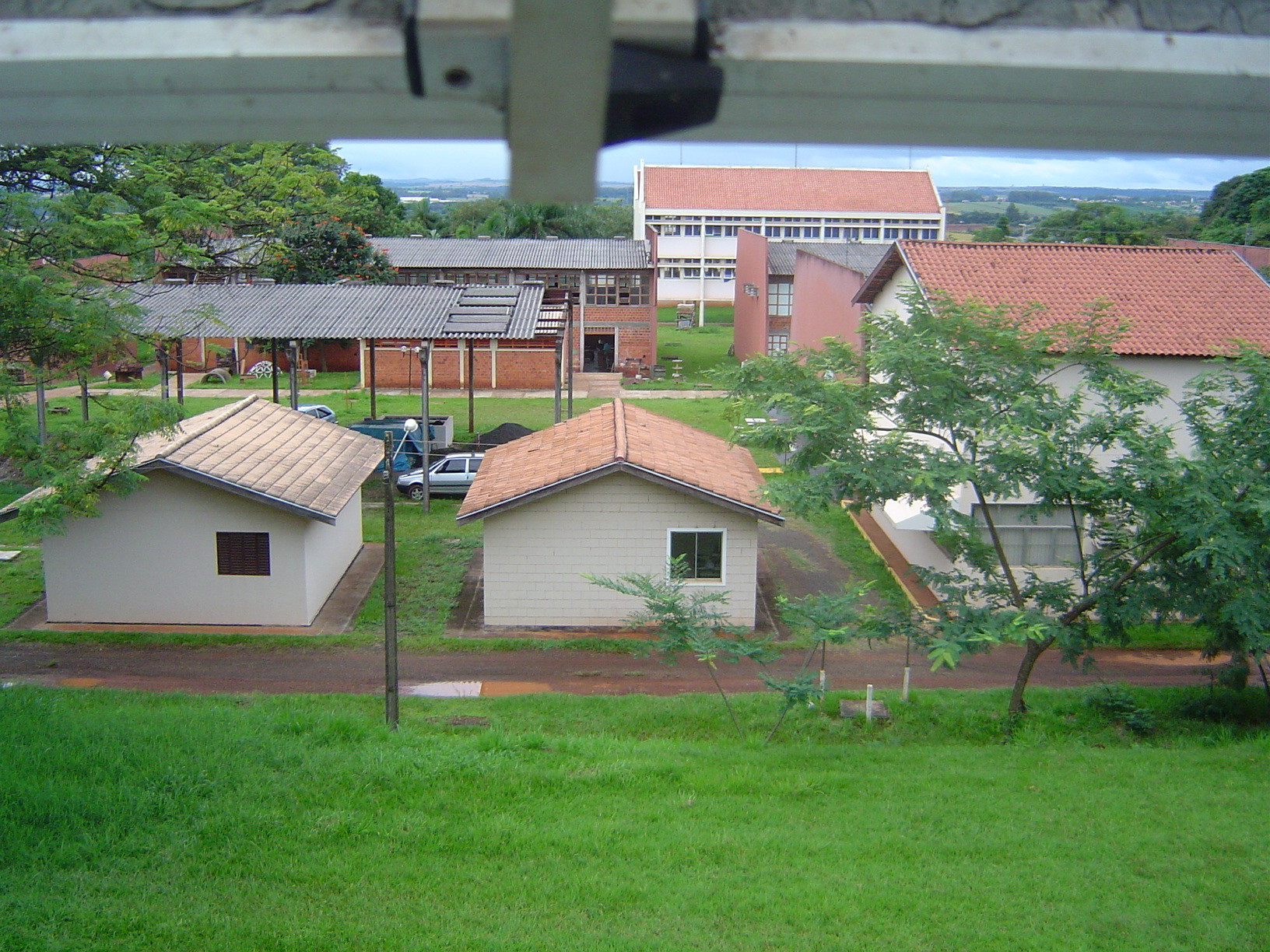
Vista del Centro de Tecnologia e Urbanismo da Universidade Estadual de Londrina (UEL).

Segons l'IBGE, citant el Cens Educatiu de l'INEP 2008 com a font, Londrina té 288 escoles d'educació infantil, 211 escoles de primària i 67 escoles de secundària. Pel que fa a les institucions d'educació superior, l'IBGE cita INEP - Cens Educatiu 2007, que informa un total de 10 unitats d'aquest tipus al municipi. Amb la instal·lació de nous centres de formació a distància, la ciutat compta ara amb 29 centres d'educació superior.
L'any 2010, la taxa de matriculació escolar dels joves de 6 a 14 anys era del 97,3%. En comparació amb altres municipis de l'Estat, ocupava la posició 288 sobre 399. En comparació amb els municipis d'arreu del país, ocupava la posició 3221 sobre 5570. En comparació amb altres municipis de l'estat, es trobava a les posicions 83 i 151 de 399.
L'educació superior al nord del Paraná comemença desenvolupar-se a partir de la dècada de 1960. Entre les principals intitucions hi trobem:la Universidade Estadual de Londrina (UEL), la Universidade Tecnológica Federal do Paraná (UTFPR), la Faculdade Norte Paranaense (UNINORTE), l'Instituto Federal do Paraná (IFPR), el Serviço Nacional de Aprendizagem Industrial (SENAI Facultat de Tecnologia), el Serviço Nacional de Aprendizagem Comercial (SENAC), la Universitat Catòlica Pontifícia do Paraná (PUC-PR), la Universidade Norte do Paraná (UNOPAR), i la Faculdade Pitágoras, entre d'altres institucions acadèmiques..

## Cultura

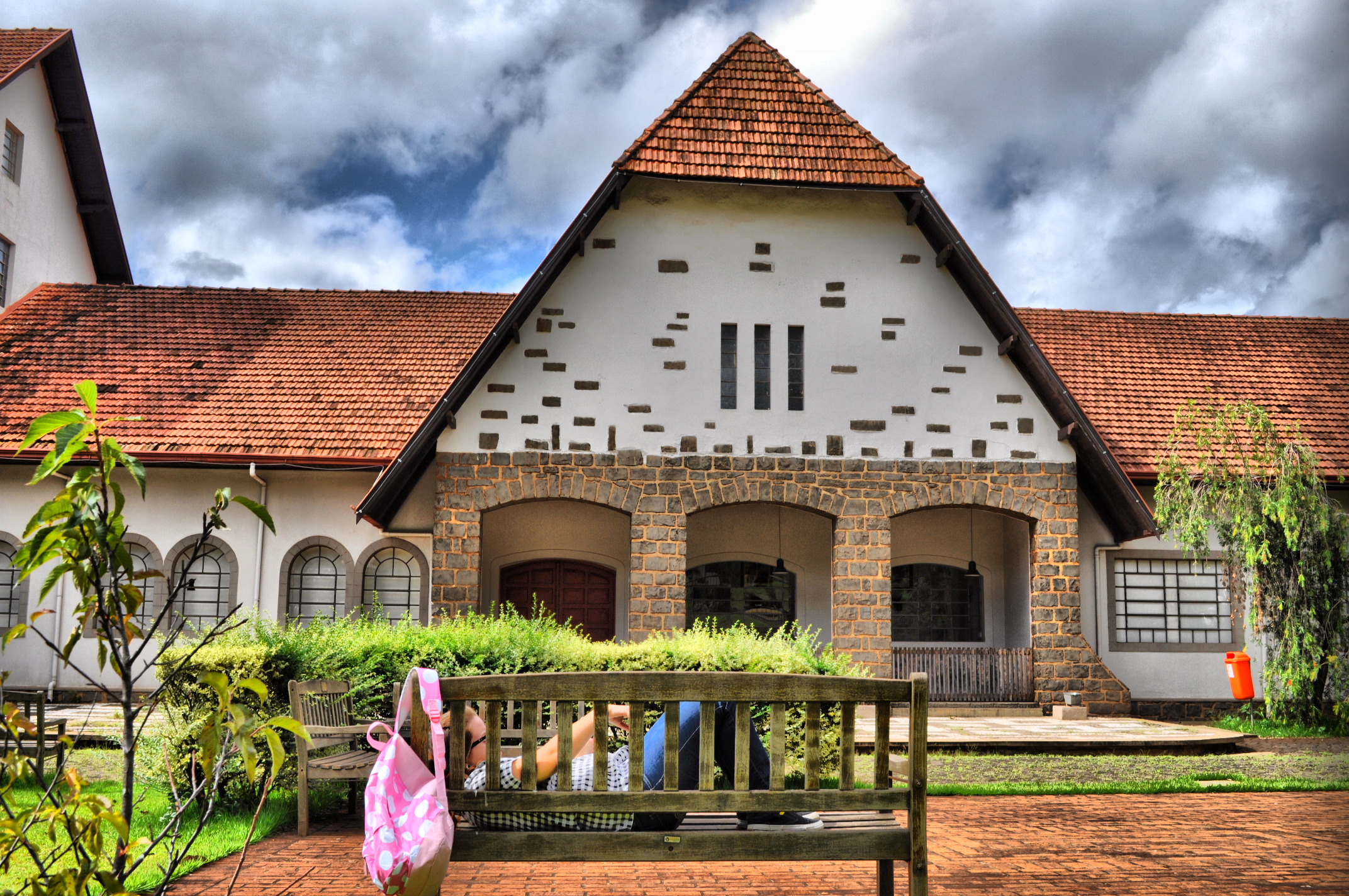
Edifici del Museu Histórico de Londrina.

El Museu Històric de Londrina és una institució adjunta a la Universitat Estatal de Londrina (UEL), i està situat al centre de la ciutat, ocupant l'edifici de l'antiga estació de ferrocarril de la ciutat.
El Museu d'Art de Londrina va ser creat per decret nº 172 el 12 de maig de 1993, data en què es va inaugurar. L'exposició inaugural va mostrar l'escultura L'Eterna Primavera, d'Auguste Rodin, així com obres dels artistes Menotti Del Pichia i Victor Brecheret. L'edifici que acull aquest museu es troba a la comarca central de Londrina, a la Rua Sergipe, nº 640, i està catalogat com a Patrimoni Històric Artístic. Va ser construït l'any 1952 per l'arquitecte João Batista Vilanova Artigas, i anteriorment es va utilitzar com a terminal d'autobusos de la ciutat fins al 1988.
Londrina és una ciutat que acull convencions i jorandes universitàries. Entre els principals espais culturals de la ciutat es troben el Cine Teatro Ouro Verde, el Teatre Zaqueu de Melo i Concha Acústica. Entre els principals esdeveniments hi ha l'Expo Londrina, una de les fires agrícoles més grans del Brasil.
Entre els festivals artístics mes rellevants: el Festival Internacional de Londrina, un festival de teatre que té lloc cada any a la ciutat; Festival Demo Sul, un festival anual de música independent a Londrina; Festival de Música de Londrina; Festival de Dansa de Londrina; Festival de Jazz de Londrina; Londrina Matsuri, un esdeveniment japonès que celebra l'arribada de la primavera; i Metamorphosis, la festa de disfresses més gran del món.

## Ciutats agermanades
Les ciutats agermanades de Londrina són:
- León -  Nicaragua
- Nishinomiya -  Japó
- Toledo -  Estats Units -
- Nago -  Japó
- Guimarães -  Portugal
- Modena -  Itàlia
- Zhenjiang -  República Popular de la Xina
- Concepción -  Paraguai
- Bilbao -  Espanya